# Pyrgulina melvilli
Pyrgulina melvilli är en snäckart som beskrevs av Dautz. et Fischer 1906. Pyrgulina melvilli ingår i släktet Pyrgulina och familjen Pyramidellidae. Inga underarter finns listade i Catalogue of Life.